# Universidad Pierre y Marie Curie
La Universidad Pierre y Marie Curie (en francés: Université Pierre et Marie Curie, también llamada UPMC o Paris 6) fue una universidad francesa localizada en París, cerca del Barrio Latino. 
Con más de 161 laboratorios de investigación y una formación científica de alto nivel, fue considerada como una de las universidades más importantes en Francia y en Europa.
Estuvo muchas veces clasificada dentro de los cinco mejores establecimientos de formación científica franceses al lado de las famosas École polytechnique y de la Escuela Normal Superior de París para las diversas clasificaciones académicas a través del mundo, como la del periódico británico The Times o la de la Universidad Jiao Tong.
Posterior a un proceso de fusión con la Universidad de París-Sorbonne (Paris 4) llevado a cabo en 2017, a partir de 2018, la Universidad Pierre et Marie Curie dejó su nombre para formar parte de la nueva Universidad Sorbona, siendo la facultad de ciencias e ingeniería la que actualmente alberga el antiguo campus de la UPMC  
Acogió a unos 32 000 estudiantes (21 000 en ciencias y 11 000 en medicina), incluidos 6400 estudiantes extranjeros. Tiene un personal de 10 500 personas, entre ellos 4500 Research fellow e investigadores. La UPMC albergaba 125 laboratorios de investigación.
Es miembro fundador de la Universidad Sorbona con la antigua Universidad de París-Sorbona (Facultad de Letras de la Universidad de la Sorbona) y el Museo Nacional de Historia Natural de Francia. Esta alianza permitió poner en común las competencias del Collège de la Sorbonne y del Collège doctoral de la Sorbonne.

## Historia
París VI fue una de las herederas de la Facultad de Ciencias de la Universidad de París, que se dividió en varias universidades en 1970 tras las protestas estudiantiles de los acontecimientos de Mayo de 1968. En 1971, las cinco facultades de la antigua Universidad de París (París VI como Facultad de Ciencias) fueron divididas y luego reformadas en trece universidades por la ley Faure.
El campus de París VI se construyó en los años cincuenta y sesenta, en un solar ocupado anteriormente por almacenes de vino.  El decano, Marc Zamanski, consideraba que el campus de Jussieu era un símbolo tangible del pensamiento científico en el corazón de París, y que la Facultad de Ciencias, situada en el Barrio Latino, formaba parte de un continuo intelectual y espiritual ligado a la historia universitaria de París.  París 6 compartía el campus de Jussieu con la Universidad de París 7 (Universidad Diderot de París) y el Instituto Geofísico de París (Institut de Physique du Globe).
En 1974, la Universidad de París VI adoptó el nombre de Universidad Pierre y Marie Curie, en honor a los físicos Pierre y Marie Curie. En 2006, la Universidad Pierre y Marie Curie se asoció con el gobierno de los Emiratos Árabes Unidos para crear la Universidad París-Sorbona Abu Dhabi, una filial en Abu Dabi. En 2007, la universidad acortó su nombre a UPMC. En 2008, la universidad se unió a la asociación Paris Universitas cambiando su logotipo en consecuencia y añadiendo el nombre de la asociación después del suyo.
La UPMC era un gran complejo científico y médico en Francia, activo en muchos campos de investigación con alcance y logros de alto nivel. Varias listas de universidades sitúan regularmente a la UPMC en el 1.er lugar de Francia, y ha sido clasificada como una de las mejores universidades del mundo. La ARWU en 2014 situó a la UPMC como la 1.ª de Francia, la 6.ª de Europa y la 35.ª del mundo y también la 4.ª en el campo de las matemáticas, la 25ª en el campo de la física, la 14.ª en el campo de las ciencias naturales y la 32.ª en el campo de la ingeniería, la tecnología y la informática.
La UPMC contaba con más de 125 laboratorios, la mayoría de ellos en asociación con el Centro Nacional para la Investigación Científica. Algunos de sus institutos y laboratorios más destacados son el Instituto Henri Poincaré, el Instituto de astrofísica de París, el Laboratorio de informática de París 6 (LIP6), el Instituto de matemáticas de Jussieu (compartido con la Universidad París-Diderot) y el Laboratorio Kastler-Brossel (compartido con la Escuela Normal Superior).
La Facultad de Medicina Pierre y Marie Curie de la universidad se encuentra en dos hospitales docentes, el Hospital de la Pitié-Salpêtrière y el Hôpital Saint-Antoine (este último es el sucesor de la Abadía de Saint-Antoine-des-Champs, en el XII Distrito de París).

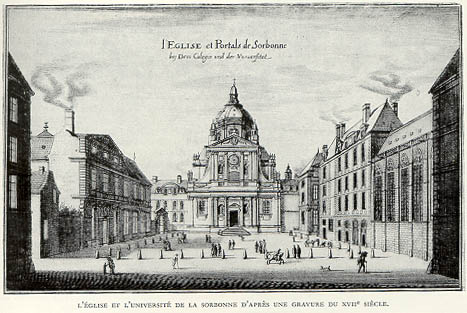
Universidad de París (La Sorbona) en el siglo XVII

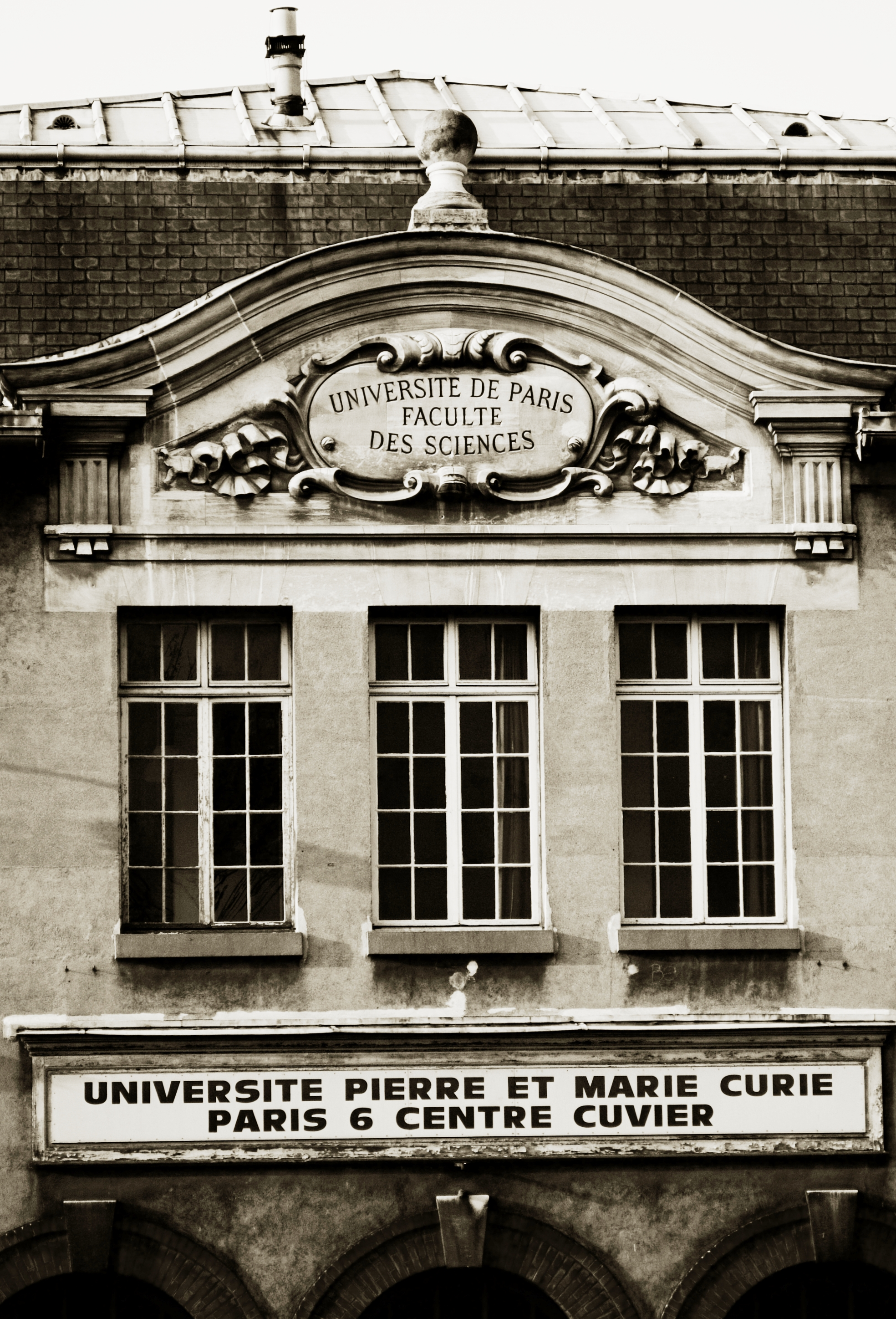
Vista histórica de la universidad

## Disolución
En 2010, se creó el grupo de universidades de la Sorbona, que incluía la Universidad del Panteón-Assas, la Universidad de París-Sorbona, el Museo Nacional de Historia Natural de Francia, el INSEAD y la Universidad Tecnológica de Compiègne; para esta ocasión se volvió a cambiar el logotipo de la UPMC.
La UPMC se fusionó con la Universidad de París-Sorbona conformando la Universidad de la Sorbona combinada el 1 de enero de 2018.

## Facultades
- Química
- Ingeniería
- Matemáticas
- Física
- Biología
- Medicina
- Tierra, Medio Ambiente, Biodiversidad
- Industrias de la tecnología

## Presidentes
- Jean Chambaz (2012-2017)
- Maurice Renard (2011-2012)
- Jean-Charles Pomerol (2006-2011)
- Gilbert Béréziat (2001-2006)
- Jean Lemerle (1996-2001)
- Jean-Claude Legrand (1991-1996)
- Michel Garnier (1986-1991)
- André Astier (1982-1986)
- Jean Dry (1976-1982)
- André Herpin (1971-1976)

## Componentes
La universidad se compone de siete unidades de formación e investigación, una escuela de ingeniería y cuatro observatorios de las ciencias del universo. Además, al margen de los componentes mencionados, existen departamentos, centros científicos y servicios comunes creados por deliberación del consejo de administración, entre los que se encuentra, en particular, el departamento del Ciclo de integración, común a todas las unidades de formación e investigación de la universidad y adscrito al servicio general de formación inicial. Este departamento se encarga de gestionar, coordinar y desarrollar toda la docencia del primer curso del grado científico y del primer curso de los estudios sanitarios apoyándose en los recursos docentes de las unidades de formación e investigación.
La universidad cuenta con una única facultad de medicina, la Facultad de Medicina Pierre y Marie Curie (FMPMC), resultante de la fusión de dos UFR preexistentes: la UFR Pitié-Salpêtrière y la UFR Saint-Antoine. La FMPMC está afiliada a siete hospitales universitarios dependientes de la Assistance publique - Hôpitaux de Paris: Groupe hospitalier de la Pitié-Salpêtrière - Charles Foix|Pitié-Salpêtrière, Hôpital Charles-Foix|Charles-Foix, Hôpital Saint-Antoine, Tenon, Hôpital Armand-Trousseau, Hôpital des Quinze-Vingts, Hôpital Rothschild.

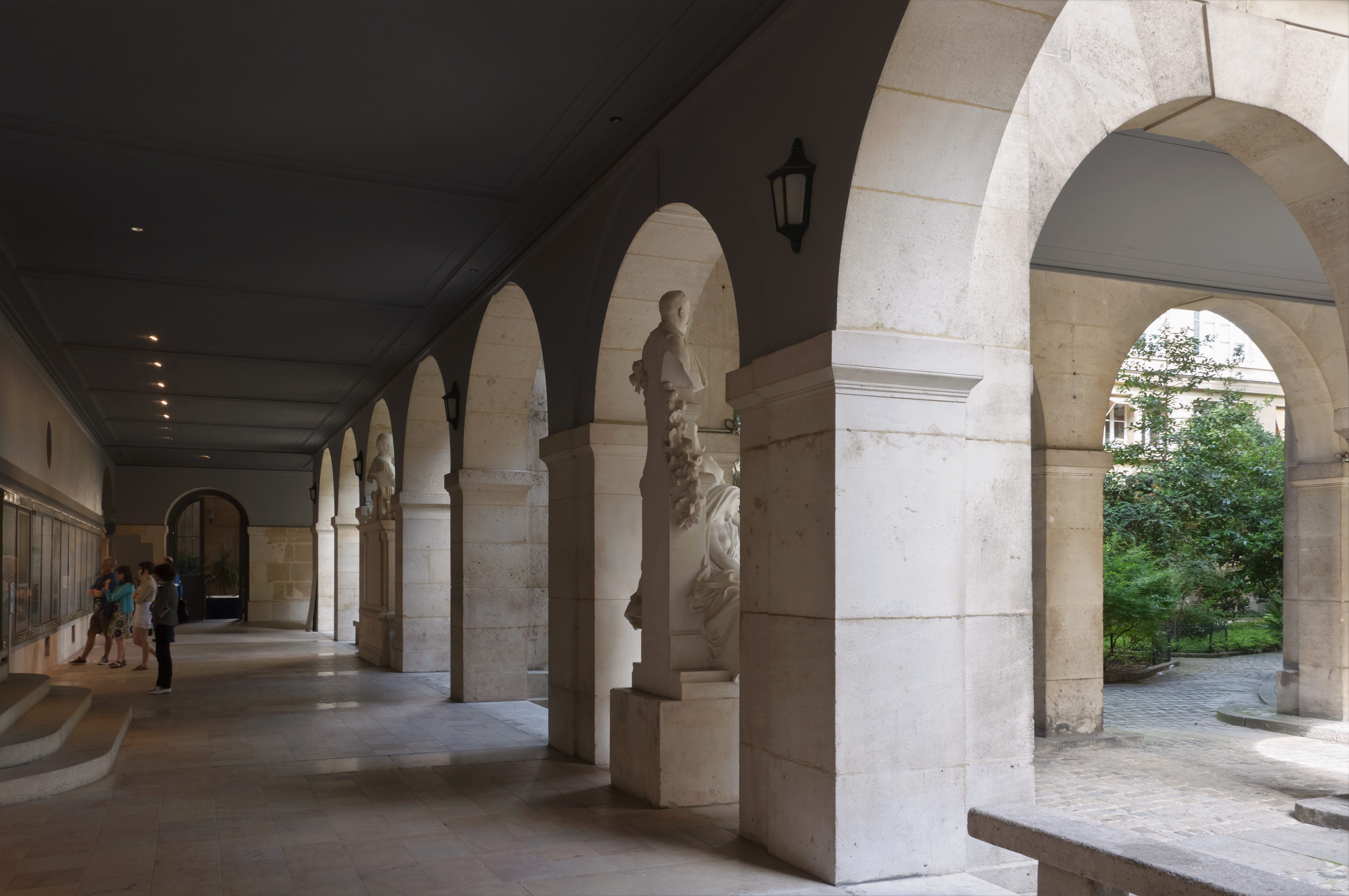
Campus des Cordeliers, UPMC

### Campus
- Campus Pierre-et-Marie-Curie (Campus de Jussieu)
- Campus Pierre-et-Marie-Curie (Val-de-Grâce)
- En este último, el Institut Henri-Poincaré
- Campus des Cordeliers
- Groupe hospitalier de la Pitié-Salpêtrière - Charles Foix|Campus de la Pitié-Salpêtrière
- Hôpital Saint-Antoine|Campus Saint-Antoine
- Institut d'astrophysique de Paris (IAP)
- Site Curie
- Institution de la Vision
- Institut du Fer à Moulin
- Campus Raspail
- Site Tenon
- Hôpital Armand-Trousseau
- Site Ivry - Le Raphaël
- Institut de la Longévité
- Site de Saint-Cyr-l'École
- Campus d'Orsay
- Station biologique de Roscoff
- Observatoire océanologique de Banyuls-sur-Mer
- Observatoire océanologique de Villefranche-sur-Mer

### Unidades de formación e investigación
- Facultad de Medicina Pierre-et-Marie-Curie
- Facultad de Medicina Pierre-et-Marie-Curie
- Facultad de Química
- Facultad de Ingeniería
- Facultad de Matemáticas Pierre-et-Marie-Curie (UFR 929)
- Facultad de Física Pierre-et-Marie-Curie
- Facultad de Biología
- Facultad de Tierra, Medio Ambiente y Biodiversidad
- Instituto de Sistemas Inteligentes y Robótica

### Institutos y escuelas
- École polytechnique universitaire Pierre et Marie Curie
- Institut d'astrophysique de Paris|Observatorio Instituto de Astrofísica de París
- Station biologique de Roscoff|Observatoire océanologique de Roscoff
- Observatoire océanologique de Banyuls-sur-Mer|Observatorio Oceanológico de Banyuls
- Observatorio Oceanológico de Villefranche-sur-Mer
- Institut de statistique de l'université de Paris
- Instituto Henri-Poincaré

### Escuelas de doctorado
La UPMC ofrece la preparación del doctorado en 16 escuelas doctorales (ED), que acogen a 3400 doctorandos, y que se agrupan en 4 polos:
- Modelización e ingeniería
  - Informática, Telecomunicaciones y Electrónica de París (ED 130)
  - Ciencias Matemáticas de París Centro (ED 386)
  - Ciencias Mecánicas, Acústica, Electrónica y Robótica de París (ED 391)
- Energía, Materia y Universo
  - Química Física y Analítica del Centro de París (ED 388)
  - Física y Química de los Materiales (ED 397)
  - Química molecular de París-Centro (ED 406)
  - Astronomía y astrofísica de Île-de-France (ED 127)
  - Ciencias de la Tierra y del Medio Ambiente y Física del Universo (ED 560)
  - Física en Île-de-France (ED 564)
- Polo Tierra Viva y Medio Ambiente
  - Ciencias medioambientales (ED 129)
  - Geociencias, recursos naturales y medio ambiente (ED 398)
  - Ciencias Naturales y Humanas: Ecología y Evolución (ED 227)
- Vida y salud
  - Cerebro, cognición, comportamiento (ED 158)
  - Salud Pública: Epidemiología y Ciencias de la Información Biomédica (ED 393)
  - Fisiología, fisiopatología y terapéutica (ED 394)
  - Complejidad de la vida (ED 515)

Además, la UPMC ofrece tres programas de doctorado cuando los temas de investigación superan el ámbito de una única ED: 
- Interfaces para los vivos (IPV);
- Ingeniería de procesos;
- Cancerología.

### Bibliotecas
La biblioteca universitaria está formada por 17 bibliotecas (10 científicas y 7 médicas) y cuenta con 15 bibliotecas asociadas. Es el resultado de la fusión en 2009 de la Biblioteca Científica Interuniversitaria Jussieu  y de la red de bibliotecas médicas (SCD Médical) de la institución. El BUPMC es, pues, la única red de documentación común a todos los UFR del UPMC.

### Relaciones internacionales
En sinergia con la Comunidad COMUE, la Comunidad de universidades y establecimientos(communautés d’universités et établissements), las Universidades de la Sorbona, de la que son miembros, la UPMC desarrolla una política internacional basada en asociaciones multidisciplinares.
Se hace especial énfasis en: 
- la internacionalización de la formación, mediante el desarrollo de programas de movilidad (Erasmus +, Dobles titulaciones) ;
- el desarrollo de programas bilingües, fomentando la apertura a los espacios culturales de los países socios
- la estructuración de intercambios entre profesores-investigadores a escala europea e internacional;
- participación en redes europeas e internacionales seleccionadas
- la puesta en marcha de proyectos de cooperación multidisciplinar, en particular con los grandes Países emergentes, los países de la Zona francófona y los Países del Sur.

## Clasificación internacional
La universidad ocupa el puesto 35 en el “Ranking Académico de las Universidades del Mundo” de 2014 de la Universidad Jiao Tong de Shanghái, que clasifica a 6.000 escuelas y universidades según el volumen y la calidad de sus publicaciones electrónicas En este ranking es la primera universidad francesa y la sexta universidad europea. En este ranking, la UPMC ocupa en particular el 14º lugar mundial en ciencias naturales y el cuarto lugar mundial en matemáticas (primera en Europa).
Ocupa el puesto 9 entre las 100 mejores universidades del mundo menores de 50 años.